# Nichols (Caroline du Sud)
Pour les articles homonymes, voir Nichols.
Nichols est une ville du Comté de Marion en Caroline du Sud, aux États-Unis.

## Démographie
| 1880 | 1890 | 1900 | 1910 | 1920 | 1930 |
| ---- | ---- | ---- | ---- | ---- | ---- |
| 122  | 57   | 82   | 118  | 191  | 239  |

| 1940 | 1950 | 1960 | 1970 | 1980 | 1990 |
| ---- | ---- | ---- | ---- | ---- | ---- |
| 292  | 380  | 617  | 549  | 606  | 528  |

| 2000 | 2010 | - | - | - | - |
| ---- | ---- | - | - | - | - |
| 408  | 368  | - | - | - | - |